# Liste der Monuments historiques in Saint-Remy-sous-Barbuise
Die Liste der Monuments historiques in Saint-Remy-sous-Barbuise führt die Monuments historiques in der französischen Gemeinde Saint-Remy-sous-Barbuise auf.

## Liste der Objekte
| Bezeichnung                     | Beschreibung                                                 | Standort                     | Kennzeichnung | Schutzstatus | Datum | Bild |
| ------------------------------- | ------------------------------------------------------------ | ---------------------------- | ------------- | ------------ | ----- | ---- |
| Sessel                          | Eichenholz, bemalt, zweite Hälfte des 18. Jahrhunderts       | in der Kirche St-Remi (Lage) | PM10002110    | Classé       | 1984  |      |
| Skulptur Heilige Radegunde (1)  | Kalkstein, 16. Jahrhundert                                   | in der Kirche St-Remi (Lage) | PM10003273    | Classé       | 1908  |      |
| Skulptur eines heiligen Mönches | Kalkstein, 16. Jahrhundert                                   | in der Kirche St-Remi (Lage) | PM10003270    | Classé       | 1908  |      |
| Epitaph für Barthélémy Thoinard | Marmor, bezeichnet 1752                                      | in der Kirche St-Remi (Lage) | PM10002108    | Classé       | 1984  |      |
| Skulptur Johannes der Täufer    | Kalkstein, zweite Hälfte des 16. Jahrhunderts                | in der Kirche St-Remi (Lage) | PM10003272    | Classé       | 1908  |      |
| Nischenretabel (1)              | Kalkstein, 16. Jahrhundert                                   | in der Kirche St-Remi (Lage) | PM10002105    | Classé       | 1908  |      |
| Skulptur Madonna mit Kind       | Kalkstein, farbig gefasst, Anfang des 16. Jahrhunderts       | in der Kirche St-Remi (Lage) | PM10003271    | Classé       | 1908  |      |
| Leben-Christi-Fenster           | aus dem 16. Jahrhundert                                      | in der Kirche St-Remi (Lage) | PM10002107    | Classé       | 1908  |      |
| Skulptur Heilige Margareta      | Kalkstein, farbig gefasst, erste Hälfte des 16. Jahrhunderts | in der Kirche St-Remi (Lage) | PM10002109    | Classé       | 1984  |      |
| Nischenretabel (2)              | Kalkstein, farbig gefasst und vergoldet, 16. Jahrhundert     | in der Kirche St-Remi (Lage) | PM10002106    | Classé       | 1908  |      |
| Skulptur Heilige Radegunde (2)  | Kalkstein, 16. Jahrhundert                                   | in der Kirche St-Remi (Lage) | PM10003269    | Classé       | 1908  |      |
| Skulptur Heiliger Nikolaus      | Kalkstein, 16. Jahrhundert                                   | in der Kirche St-Remi (Lage) | PM10003268    | Classé       | 1908  |      |